# رطن سناني
رطن سناني (الاسم العلمي:Krameria lanceolata) هو نوع من النباتات يتبع جنس الرطن من الفصيلة الرطنية.